# Paul Connell
Paul Connell (ur. 28 stycznia 1958 w Mullingar) – irlandzki duchowny rzymskokatolicki, biskup Ardagh i Clonmacnoise od 2023.

## Życiorys

### Prezbiterat
Święcenia kapłańskie otrzymał 20 czerwca 1982 i został inkardynowany do diecezji Meath. Pracował głównie w diecezjalnym Kolegium św. Finiana, a w 1998 został jego przełożonym. W latach 2012–2018 kierował krajowym stowarzyszeniem zrzeszającym szkoły średnie. W 2020 został kanclerzem kurii oraz proboszczem w Multyfarnham.

### Episkopat
5 kwietnia 2023 papież Franciszek mianował go ordynariuszem diecezji Ardagh i Clonmacnoise. Sakry biskupiej udzielił mu 18 czerwca 2023 arcybiskup Eamon Martin.